# 梅宮亜須加
梅宮 亜須加（うめみや あすか、1976年7月2日 - ）は、日本の元タレント。

## 人物
- 東京都出身。
- 元黒BUTAオールスターズ3期メンバー。
- 梅宮辰夫の姪。
- 梅宮アンナの遠戚
- 梅宮万紗子の遠戚
- 高橋克典の遠戚。
- リフレクソロジスト
- 秘書1級。

## 出演

### バラエティ番組
- 黒BUTA天国（TX系列）

### ミュージカル
- 美少女戦士セーラームーン (ミュージカル)（バンダイミュージカル版・三代目）- 火野レイ/セーラーマーズ 役

### 特撮テレビドラマ
- ビーファイターカブト（テレビ朝日系列）第18話